# Terminator 2 (film 1989)
Terminator 2 è un film del 1989 diretto da Bruno Mattei, accreditato nei titoli di testa come Vincent Dawn e con il suo vero nome soltanto al montaggio.
Il film è stato presentato in anteprima al Festival di Cannes 1989 e l'anno successivo fu distribuito in Italia.
Nonostante il titolo rimandi al celebre film Terminator di James Cameron del 1984, non è un seguito e abbonda di riferimenti a un altro film di successo dello stesso regista, Aliens - Scontro finale del 1986.

## Trama
In un futuro imprecisato Venezia è una città fantasma contaminata dall'inquinamento, e devastata da un virus la cui origine è sconosciuta. Quando durante una ricognizione nel sottosuolo della città un gruppo di uomini viene attaccato da alcuni esseri umani mutati dal virus, si decide di mandare uno squadrone militare, la Megaforce, a ispezionare quanto succede nelle profondità della città lagunare. La vicenda a questo punto si divide in due parti: nella prima metà i soldati sono impegnati ad uccidere i mostri biologici che lo infestano; mentre nella seconda, dopo la rivelazione del doppio gioco di uno dei componenti del gruppo (un robot inviato per cancellare le prove della diffusione del virus) e la fortuita scoperta di una macchina del tempo nel sottosuolo, trionfa il chiaro messaggio ambientalista. La protagonista torna così nella Venezia pre-apocalittica, uccide il robot e si promette di non far piombare la città nella precaria condizione nella quale si trovava precedentemente.

## Produzione

### Riferimenti e citazioni
Il film abbonda di riferimenti ad Aliens - Scontro finale di James Cameron, e nonostante il titolo rimandi a Terminator 2 - Il giorno del giudizio, il sequel del fortunato film con Schwarzenegger non sarebbe uscito se non l'anno dopo. Quanto vuole fare Mattei pertanto è cavalcare l'onda del successo di un'altra pellicola.
Molti dei passaggi della trama sono comuni in entrambi i film (mostri sotterranei come Alien, il ritrovamento di una bambina come ultima superstite ecc.) come molti dei dialoghi vengono copiati dal film originale, nella sceneggiatura ad opera di Claudio Fragasso (con lo pseudonimo di Clyde Anderson). Proprio per sviare le inevitabili conseguenze del copyright, Bruno Mattei si trovò costretto più di una volta a cambiare il titolo del film. Quelli con cui in particolare è maggiormente noto sono: Shocking Dark (con cui raggiunse una rapida diffusione in America), Contaminator e Alienators.

## Accoglienza

### Critica
(Fantafilm)